# Forum station
Forum station är en järnvägsstation i stadsdelen Frederiksberg i Köpenhamn. Den är belägen 22 meter under marken och betjänar linjerna M1 och M2 på Köpenhamns metro.
Stationen ligger framför Danmarks Radios tidigare lokaler i Radiohuset, idag Det Kongelige Danske Musikkonservatorium, och i närheten av inomhusarenan Copenhagen Forum. Dess innerväggar är klädda med fiberförstärkta betongplattor och golven är av granit. Speciella prismor fångar upp dagsljuset från lanterninerna i taket och sprider solstrålarna som färgade ljuspunkter i lokalen.
Forum station nominerades till Europeiska unionens pris för samtidsarkitektur år 2005.